# Amalia Avia
Amalia Avia (Santa Cruz de la Zarza, Toledo, 1930 - 2011), pintora figurativa espanhola. Estudou na Escuela Peña e na Real Academia de Belas-Artes de São Fernando, em Madri, onde entrou em contato com artistas como Antonio López García e Lucio Muñoz, com o que se casou, e Enrique Gran, com quem formou a Escuela Madrileña.  
Em 1959 realizou sua primeira exposição na Galería Fernández de Madrid. Desde o começo da sua carreira foram tempos difíceis para o realismo devido o triunfo dos informalistas. Os temas que mais lhe chamaram a atenção foram os cotidianos e sempre da figuração. Amalia ainda faz parte de uma corrente específica chamada realismo madrilenho, composta por um grupo de colegas que exerciam o mesmo estilo em 1950, colegas estes que conheceu na Academia de Belas Artes de San Fernando. Deste grupo de realistas de Madrid, conheceu Antonio López García e então se casaram e, infelizmente, mesmo com sua trajetória brilhante, Amalia foi por vezes renegada à "mulher do artista", tendo seu talento escondido.

## Estilo e trajetória
Amalia não era adepta da representação da figura humana. Sua atenção se voltada aos espaços frequentados pelas pessoas, pelas ruas, edifícios, bares, cores e tons das avenidas e do universo que compõe um passeio. Embora tivesse apreço pelo natural e por visitar os locais e se familiarizar com o que pintaria, dava preferência às fotografias. 
O movimento necessário para pintar estava em observar as circunstâncias e absorvê-las, para então dar verdade ao resultado. Esta sensibilidade que Amalia colocava em suas impressões são fruto da sua infância, que foi marcada pela difícil experiência do pós-guerra. Para ela, a pintura foi uma fuga da sua personalidade. 
Em suas obras, quebra com o estigma de que as mulheres eram o centro dos lares e retrata o ambiente doméstico com uma tensão e desconforto. A limpeza da casa, para ela, era um fardo, algo cansativo que na época quase não se questionava e, por isso, os ambientes domésticos eram representados com essa inquietude.. No geral, as pintoras do Realismo Madrilenho são responsáveis por questionar os estigmas do gênero feminino e provocarem a reflexão da necessidade de pintoras, uma vez que davam outro olhar sobre as vivências. Este toque era bem específico, porque se tratava de uma sociedade de pós-guerra e machista, então Amalia fez suas provocações através de ambientes domésticos. 
Nos quadros sobre a vida urbana, se pode até imaginar os sons, barulhos e aromas, mesmo sem presenças de pessoas. Amalia é uma pintora que retrata a ausência. Não se trata de um realismo que copia as fotos, a artista coloca seus sentimentos pra que elas sejam reais mas não superficiais, ela pinta o que não pode fotografar. 
Sobre os demais aspectos da arte na sua trajetória, também é marcada por ter sido uma grande escritora, mesclando seu lado de pintora, porque dava às obras os detalhes do cotidiano. Em 2004, lançou o livro "De puertas adentro". 